# Lac Soberanía
Le Lac Soberanía (en français : Lac Souveraineté) est un lac andin d'origine glaciaire situé en Argentine, à l'ouest de la province de Río Negro, dans le département de Bariloche, en Patagonie. 

## Situation
Il est situé dans la Cordillère des Andes à quelque 35 km au nord-ouest de la localité d'El Bolsón. Il se trouve au sud, mais totalement en dehors, du périmètre du parc national Nahuel Huapi.

## Géographie
Le lac a une forme allongée du sud vers le nord, et s'étend sur quelque deux kilomètres dans le fond d'une ancienne cuvette glaciaire. 

Le bassin du lac Soberanía est une zone de très forte pluviosoité. Outre de nombreux torrents, le lac reçoit par son extrémité sud l'émissaire d'un lac « sans nom » situé quelque 5 km au sud-sud-est. Il fait partie d'une chaîne de quatre lacs formant ensemble un arc à convexité nord-ouest, allant du sud vers l'est, et comprenant : le lac sans nom, le lac Soberanía, le lac Montes et le lac Escondido.
Le lac est entouré de toutes parts de montagnes d'une hauteur moyenne de 1800 mètres, parmi lesquels le Cerro Ventisquero, haut de 2298 mètres et situé huit kilomètres à l'est.
Le lac est d'un accès difficile. Aucune route carrossable pour véhicules normaux n'y mène. Aussi ses rives sont elles tapissées d'une superbe forêt encore vierge composée notamment d'alerces (Fitzroya cupressoides), dont certains sont plus que millénaires, et de Nothofagacées, avec sous-bois de cannes (colihue).

## Émissaire
L'émissaire du lac Soberanía est le cours supérieur du río Escondido, qui le quitte à son extrémité nord et se jette peu après dans le lac Montes situé 600 mètres plus au nord. Les eaux des lacs de cette chaîne afflueront finalement dans le río Manso, donc dans le bassin du río Puelo (versant du Pacifique). 